# (1490) Лимпопо
(1490) Лимпопо (лат. Limpopo) — типичный астероид главного пояса, который был открыт 14 июня 1936 года южноафриканским астрономом Сирилом Джексоном в обсерватории Йоханнесбурга и был назван в честь африканской реки Лимпопо.

Орбита астероида Лимпопо и его положение в Солнечной системе
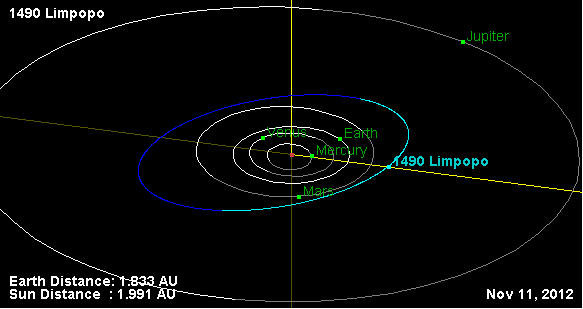
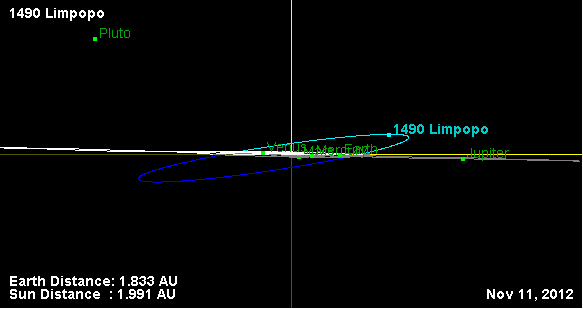